# Arathorn I
En el universo imaginario de J. R. R. Tolkien y en los apéndices de la novela El Señor de los Anillos, Arathorn I es un dúnadan, hijo de Arassuil, nacido en Rivendel en el año 2693 de la Tercera Edad del Sol. Su nombre está compuesto en la lengua sindarin y puede traducirse como «águila real». 
A la muerte de su padre en 2784 T. E., Arathorn se convirtió en el duodécimo capitán de los dúnedain del Norte. Durante su reinado y tras el asesinato de Thrór en Moria en 2790 T. E., comienza la guerra entre enanos y orcos, que habría de durar seis años (2793 - 2799 T. E.). Si bien no afectó a Eriador, esta región se vio beneficiada porque durante muchos años las Montañas Nubladas quedaron libres de los siervos de Sauron, lo que permitió recuperar los pasos de esta cordillera.
Arathorn gobernó durante 64 años y murió en 2848 T. E., con 155 años de vida, y fue sucedido por su hijo Argonui.